# 绿鼹属
綠鼴屬（学名：Chlorotalpa），哺乳綱、食蟲目的一屬，而與綠鼴屬（斯氏綠鼴）同科的動物尚有金毛鼴屬（金毛鼴）、巨金鼴屬（巨金鼴）、黃毛鼴屬（黃毛鼴）、金鼴屬（金鼴）等之數種哺乳動物。

## 下属物种
本属包括以下物种：
- Chlorotalpa duthieae (Broom, 1907)
- Chlorotalpa sclateri (Broom, 1907)